# Hyssia
Hyssia is een geslacht van vlinders van de familie Uilen (Noctuidae), uit de onderfamilie Hadeninae.

## Soorten
- H. adusta Draudt, 1950
- H. biterminosa Dyar, 1921
- H. cavernosa (Eversmann, 1842)
- H. denegerans Dyar, 1914
- H. elaeochroa Dyar, 1913
- H. gozmanyi Kovacs, 1968
- H. griseata Hampson, 1913
- H. hadulina Draudt, 1950
- H. hampsoni Draudt, 1924
- H. malaphaea Hampson, 1913
- H. nephrosticta Dyar, 1912
- H. olivescens Druce, 1908
- H. pallidicosta Hampson, 1918
- H. paupera Köhler, 1947
- H. perplumbica Köhler, 1979

- H. plenipotentia Dyar, 1914
- H. polioides Köhler, 1947
- H. stellipars Dyar, 1927
- H. stenorena Druce, 1908
- H. stigmatosa Dyar, 1920
- H. tessellum Draudt, 1950
- H. umbera Dyar, 1918
- H. violascens Hampson, 1903